# Pyramidophoriella albiclava
Pyramidophoriella albiclava är en stekelart som beskrevs av Karl-Johan Hedqvist 1969. Pyramidophoriella albiclava ingår i släktet Pyramidophoriella och familjen puppglanssteklar. Inga underarter finns listade i Catalogue of Life.